# U-103
 Coordenadas : minutos ou segundos > 60
O Unterseeboot 103 foi um submarino da Kriegsmarine que atuou durante a Primeira Guerra Mundial.

## Carreira

### Início da Carreira
O U-103 foi encomendado em 15 de Setembro de 1915, construido pelos estaleiros AG Weser em Bremen, seu lançamento ao mar foi no dia 09 de Junho de 1917.

### Naufrágio
Nas primeiras horas do dia 12 de Maio de de 1918, o U-103 avista o HMT Olympic Navio irmão do RMS Titanic que foi convertido em navio de transporte de tropas durante a Primeira Guerra Mundial.
Os tripulantes do Olympic atiram na direção do U-103 com os canhões do Navio e os tripulantes do Uboat revidam, sem sucesso o Olympic fica perpendicular ao U-103 e o parte ao meio com sua Hélice de Bombordo matando 9 dos 40 Tripulantes Uboat com 31 sobrevivendo do que foram resgatados depois pelo USS Davis.